# Orbeopsis
Orbeopsis là chi thực vật có hoa trong họ Apocynaceae.

## Hình ảnh

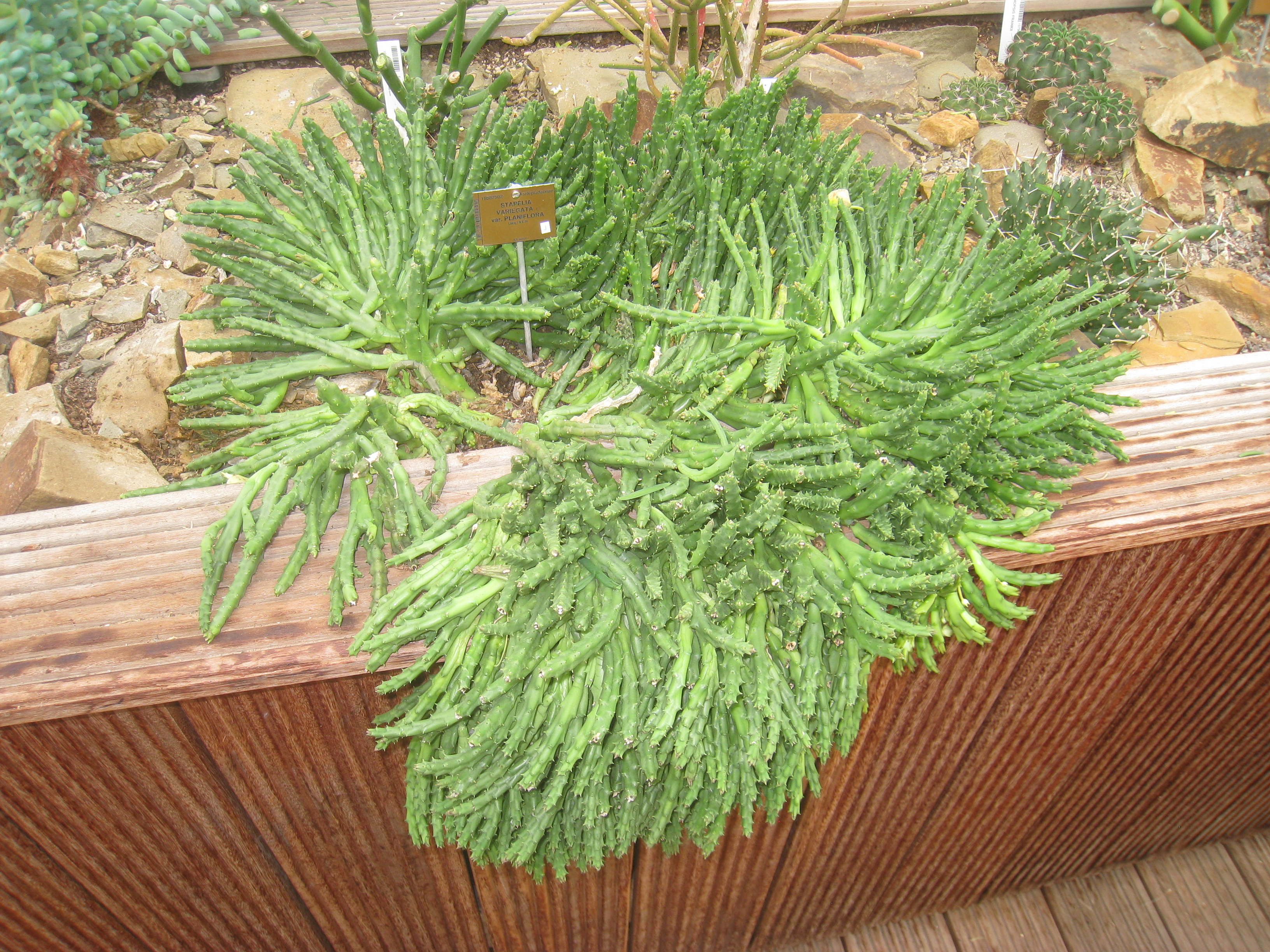
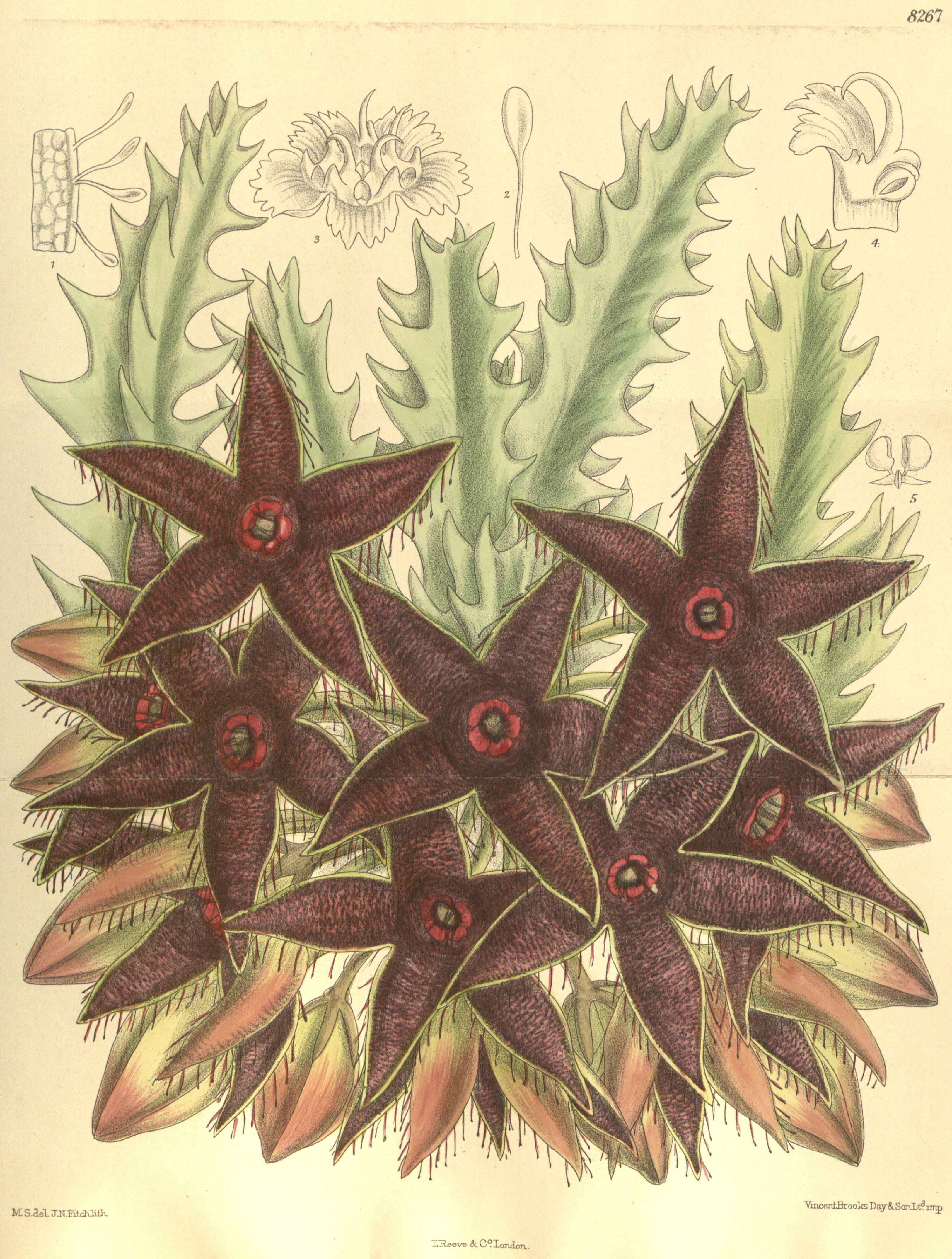
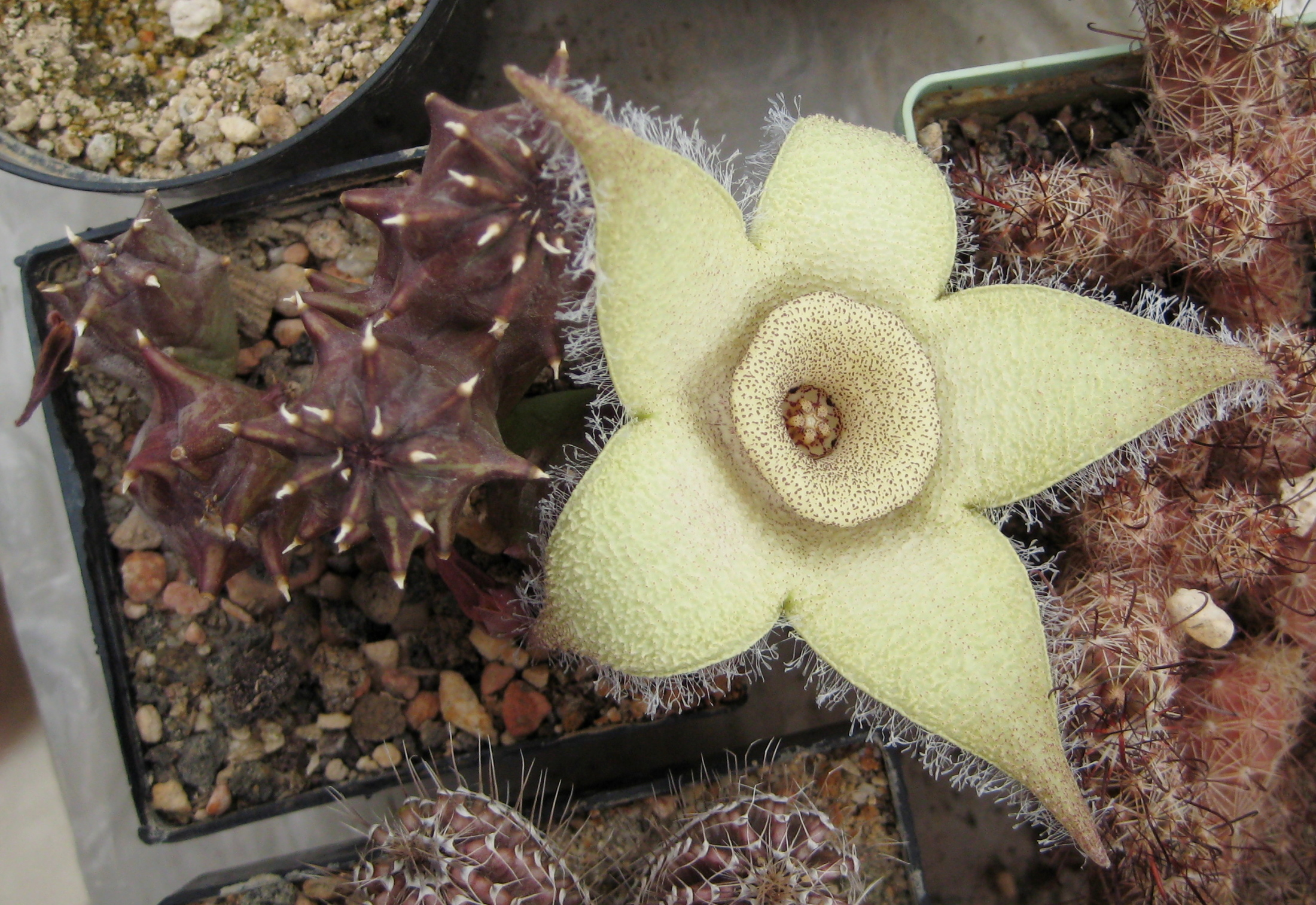